# 도나 베키치
도나 베키치(크로아티아어: Donna Vekić, 크로아티아어 발음: [ʋěːkitɕ], 1996년 6월 28일~)는 크로아티아의 테니스 선수이다. 여자 테니스 협회(WTA) 세계 랭킹 19위까지 도달했으며, 2024년 윔블던 선수권 대회에서 여자 단식 준우승을 차지했다. 또한 크로아티아 국가대표 선수로서 2020년 하계 올림픽에서 단식 은메달을 획득했다.